# Chañaral
Chañaral es una ciudad y comuna del Norte Chico de Chile, ubicada a 167 km al norte de Copiapó, en la Región de Atacama. La comuna es además la capital de la provincia homónima.  La voz chañaral hace referencia a una arboleda de chañares (Geoffroea decorticans).

## Historia

### Primeras ocupaciones

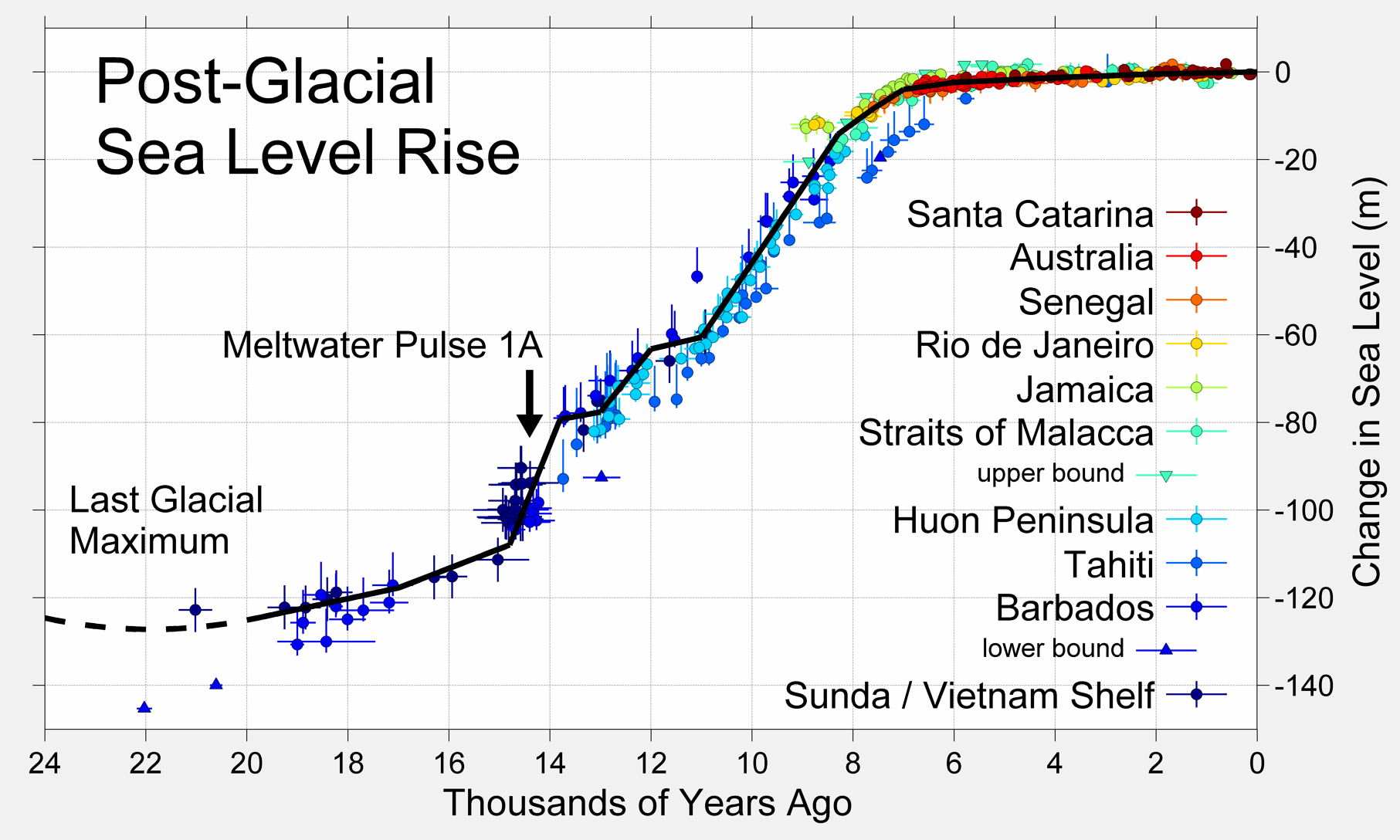
Hace 10 000 años el nivel del mar estaba 100 metros más abajo. Muchas ocupaciones de ese periodo quedaron bajo el mar.

Comprobado que el nivel costero estaba 100 metros más abajo, producto de la última glaciación, se llega a la conclusión que en el holoceno la geografía era bastante distinta que en el presente.
Los primeros habitantes permanentes de la zona de Chañaral fueron de la Cultura El Molle. Después siguieron los de la Cultura Aconcagua, los diaguitas y los changos. 
Los primeros crearon y emplearon durante largos años métodos propios y exclusivos para explotar la riqueza cuprífera y agrícola del sector, y los segundos se dedicaban a labores pesqueras en balsas de cuero de lobos marinos.

### Periodo republicano

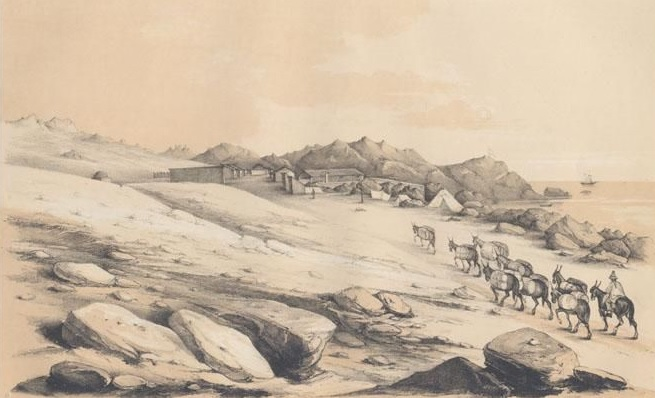
Chañaral de Las Animas en 1853.

En el año 1824, Diego de Almeyda descubrió el depósito mineral de las Ánimas, una futura mina con gran cantidad de cobre, haciéndose la primera exportación de este preciado mineral. Unos años más tarde, Pedro Luján descubriría la mina «El Salado», lo que dio por consecuencia la formación de un poblado el 26 de octubre de 1833. Por este motivo tan relevante la posterior ciudad pasaría a llamarse «Chañaral de las Ánimas». Esto provocó que en 1836 se construyera un puerto de embarque para este promisorio mineral.
El gran auge de Chañaral se iniciaría en 1860 cuando se inauguró la fundición de A. Edwards y Cia en el lugar de la actual hostería de Chañaral.

Francisco Astaburoaga escribió en 1899 en su Diccionario Geográfico de la República de Chile: 222  sobre la ciudad:

Chañaral.—Ciudad, capital y puerto del departamento de su nombre, situada en los 26° 23' Lat. y 70° 41' Lon. Está asentada en una planicie de contornos áridos al fondo sudeste de la bahía y dividida en calles anchas y planas, y contiene 2,613 habitantes, convenientes edificios públicos, oficinas de registro civil, correo y telégrafo, tres escuelas gratuitas, iglesia, hospital, establecimientos de fundición y beneficio de minerales, máquinas de destilación de agua potable, &c. De ella parte un ferrocarril de 55 kilómetros, inaugurado el 20 de agosto de 1871, que va á Pueblo Hundido, pasando por el mineral de Salado, y tiene un ramal a la aldea de las Ánimas. Su puerto es una bahía abierta y de poco abrigo, rodeado de una costa ligeramente acantilada con cerros medianos y pelados á su espalda. En ella desemboca la quebrada del Río Salado, y á corta distancia hacia el SE. demora la indicada aldea de las Ánimas, en cuya vecindad se descubrieron en 1859 ricas minas de cobre, a más de las que con anterioridad se conocían. Su origen es de tiempo antiguo y se conocía con el nombre de Chañaral de las Ánimas, puerto que tenía una diminuta población. Se habilitó para la exportación de los minerales de sus inmediaciones el 24 de octubre de 1836. Pasó á ser su pueblo asiento de municipalidad por decreto del 13 de setiembre de 1875. En el terremoto de 9 de mayo de 1877, sufrió serios estragos con la salida de mar que ocasionó este fenómeno, pero de ellos no tardó en reponerse. Por la ley del 14 de enero de 1884, tomó el título de ciudad y fue erigida en capital de su departamento. Su nombre significa conjunto de chañares, el árbol indígena Gourliera Chilensis, ó Lucuma spinosa de Molina).

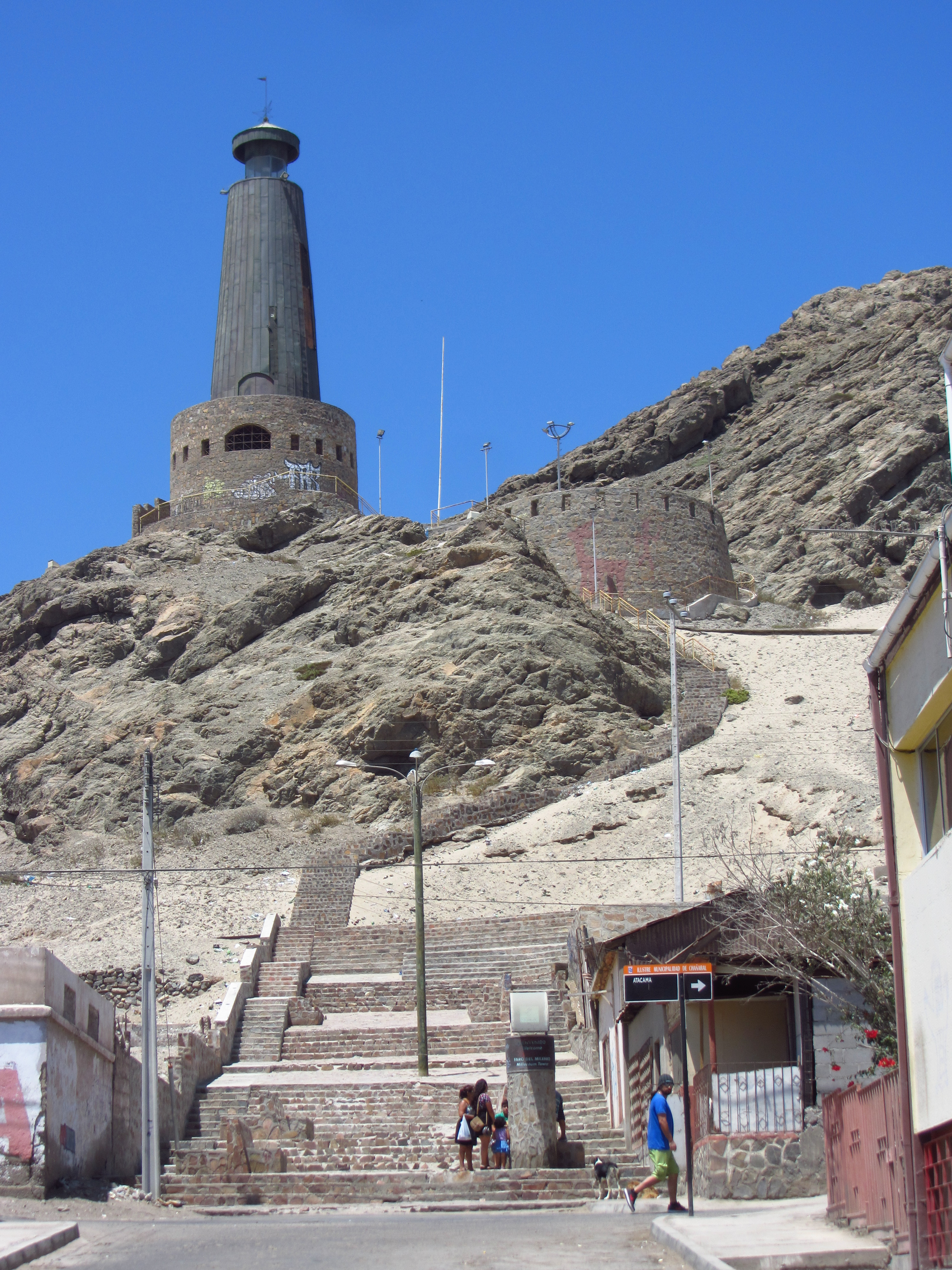
Faro Monumental de Chañaral, construido en el año 2000.

El geógrafo chileno, Luis Risopatrón lo describe como una ‘aldea’ en su libro Diccionario Jeográfico de Chile en el año 1924:: 186 

Chañaral de las Animas (Ciudad) 26° 21' 70° 42'. Compuesta de una cincuentena de manzanas, cortadas en ángulo recto por calles anchas i planas, con servicio de correos, telégrafos, aduanas, rejistro civil i escuelas públicas, se encuentra asentada en una planicie de contornos áridos, en la costa SE del puerto del mismo nombre; tiene estación de ferrocarril al interior, que fué inaugurado el 20 de agosto de 1871. Su oríjen es de tiempo antiguo, sufrió serios estragos con la salida de mar del terremoto del 13 de setiembre de 1875, de los que no tardó en reponerse, obtuvo el título de ciudad por la lei de 14 de enero de 1884, pero fué asolada nuevamente por la salida del mar del 10 de noviembre de 1922.

### Aluvión de marzo de 2015
Después de un intenso período de sequía, en el norte de Chile se desencadenaron fuertes precipitaciones las que comenzaron el 24 de marzo de 2015. La cantidad de agua caída fue mucho mayor a la registrada en un año normal, lo que provocó el desborde del río Salado. Como consecuencia se produjo un aluvión que arrasó principalmente con el centro del poblado.
En la actualidad, frecuentemente se previenen de catástrofes de esa índole, ya que es muy frecuentes la aluviones en la zona. Hoy por hoy, el pueblo de El Salado, mantiene a la preventiva siendo próspero de sucesos adversos subsecuentes ocasionados respectivamente en el año 2017 y 2019, aunque ninguna como la de marzo de 2015. Ya luego de 6 años de lo sucedido, El Salado es un pueblo renacido en sí, y prosperando en su mercado y en su nación.

## Geografía

### Geomorfología y componentes abióticos

Trazado simplificado de los ecosistemas y cuerpos de agua presentes en la comuna de Chañaral.

La comuna de Chañaral se encuentra emplazada en las unidades geomorfológicas de Pampa ondulada o austral, Planicie marina o fluviomarina, Cordillera de la costa, Farellón costero y Llanos de sedimentación fluvial o aluvional; y presenta según la clasificación climática de Köppen clima desértico cálido (BWh), clima desértico cálido de lluvia invernal (BWh (s)), clima desértico frío (BWk), clima desértico frío de lluvia invernal (BWk (s)), clima semiárido de lluvia invernal (BSk (s)) y clima semiárido de lluvia invernal e influencia costera (BSk (s) (i)). Esta además se halla entre las cuencas hidrográficas de Costeras e Islas entre el río Salado y el río Copiapó, Costeras entre la Quebrada la Negra y Quebrada Pan de Azúcar, Costeras de la Quebrada Pan de Azúcar y río Salado, y Río Salado. Además, la comuna posee diversos cuerpos de agua, entre los que se destacan el río Salado.

### Componentes bióticos
Dentro del territorio de la comuna se pueden hallar los siguientes ecosistemas:
- Matorral bajo desértico tropical interior donde predominan Nolana leptophylla y Cistanthe salsoloides (Preocupación menor)
- Matorral bajo desértico tropical-mediterráneo andino donde predomina Atriplex imbricata (Vulnerable)
- Matorral desértico mediterráneo costero donde predominan Euphorbia lactiflua y Eulychnia saint-pieana (Preocupación menor)
- Matorral desértico mediterráneo costero donde predominan Gypothamnium pinifolium y Heliotropium pycnophyllum (Preocupación menor)
- Matorral desértico mediterráneo costero donde predominan Heliotropium floridum y Atriplex clivicola (Preocupación menor)
- Matorral desértico mediterráneo interior donde predominan Oxyphyllum ulicinum y Gymnophyton foliosum (Preocupación menor)
- Matorral desértico mediterráneo interior donde predominan Skytanthus acutus y Atriplex deserticola (Preocupación menor)

### Medidas de protección ambiental y conflictos socioambientales
Hasta 2022, la comuna de Chañaral cuenta con las siguientes zonas que cuentan con algún nivel de protección ambiental:
- Isla Pan de Azúcar (Sitios ERB)[14]
- Los Juanitos (Sitios ERB)[15]
- Norte Flamenco (Sitios ERB)[16]
- Parque Nacional Pan De Azúcar (Parque Nacional)
- Peralillo (Sitios ERB)[17]
- Quebrada Doña Inés (Sitios ERB)[18]
- Quebrada Guamanga (Sitios ERB)[19]
- río Salado (Sitios ERB)[20]

## Demografía
La población de la comuna es de 13 543 habitantes (6575 mujeres y 6968 hombres) de los cuales 12 086 viven su capital homónima, y tiene una superficie de 5772 km². El 5,32% de la población regional habita en la comuna. La población urbana comunal es de un 97,32%, en tanto que la población rural ocupa sólo un 2,68%.
Según el censo de 2017, la comuna posee 12 219 habitantes (5949 mujeres y 6270 hombres), siendo el 4,27% de la población regional. Respecto de 2002, ocurre una disminución del 10,8% en la cantidad de habitantes.

### Localidades
La comuna de Chañaral alberga la ciudad de Chañaral; los pueblos de El Salado y Puerto Flamenco; los caseríos Caleta Pan de Azúcar, Torres del Inca, El Soldado, Portofino, Campo Escuela, Pesquera Chañaral, Las Piscinas, Villa Alegre y Kipreos y Compañía Limitada.

## Administración

### Comuna
Como una comuna, Chañaral está en un tercer nivel de división administrativa de Chile, administrada por un Concejo Municipal, encabezado por un alcalde que es directamente elegido cada cuatro años. Del periodo 2024-2028 su alcalde esÁlex Ahumada (RN) , y el concejo tiene los siguientes integrantes:
- Luis Campusano Kemp (RN)
- Sebastián González Godoy (PCCh)
- Eduardo Páez Olivares (PRSD)
- Ema Arnello Torres (Ind./PS)
- Joice Tabilo Padilla (Ind.FREVS)
- John Silva Mandiola (UDI)

### Senado y Congreso
Pertenece al Distrito Electoral n.º 4 y a la 4ª Circunscripción Senatorial (Atacama). Es representada por el periodo 2022-2026 en la Cámara de Diputados del Congreso Nacional por los diputados Daniella Cicardini (PS), Juan Santana (PS), Jaime Mulet (FREVS), Cristian Tapia Ramos  (Ind./PPD) y Sofía Cid (RN). A su vez, es representada por el periodo 2022-2026 en el Senado por los senadores Yasna Provoste (DC) y Rafael Prohens (RN).

## Economía
En 2018, la cantidad de empresas registradas en Chañaral fue de 155. El Índice de Complejidad Económica (ECI) en el mismo año fue de -0,61, mientras que las actividades económicas con mayor índice de Ventaja Comparativa Revelada (RCA) fueron Extracción de Piedra, Arena y Arcilla (135,56), Venta al por Mayor de Combustibles Gaseosos (121,81) y Venta al por Menor de Cristales, Lozas, Porcelana, Menaje y Cristalerías (70,79).

### Energías renovables
Con respecto a las energías renovables, debido al alto potencial en generación de energía solar en la zona, en 2017 se inauguró el primer parque solar en el parque nacional Pan de Azúcar, siendo la primera planta fotoeléctrica en un parque nacional del país, la cual logró abastecer al 100% de electricidad a la localidad de la caleta homónima, así como también a las dependencias de la Corporación Nacional Forestal (Conaf) ubicadas en su interior.

## Medios de comunicación

### Radioemisoras
FM
- 88.9 MHz - Radio Atacama
- 89.9 MHz - Cobremar
- 92.5 MHz - Nostálgica
- 94.5 MHz - Barquito
- 97.7 MHz - Magika
- 98.9 MHz - Ollantay
- 100.1 MHz - StarMix Radio
- 102.1 MHz - Madero FM
- 103.1 MHz - Gennesis
- 104.5 MHz - FM Stereo
- 105.1 MHz - Bahía Radio Chañaral
- 105.9 MHz - Radio Armonía
- 107.1 MHz - Santuario (MC)

### Televisión
TDT
- 4.1 - Chilevisión HD
- 4.2 - UChile TV
- 13.1 - TVN HD
- 13.2 - NTV